# هيكتور هودلر
هيكتور هودلر صحفي سويسري الذي أسس المنظمة العالمية للإسبرانتو عام 1908.